# Yo soy ésa
Yo soy ésa és una pel·lícula espanyola estrenada el 4 d'octubre de 1990 que va suposar el debut cinematogràfic de la famosa "tonadillera" Isabel Pantoja. La seva presència a la pantalla va suposar un èxit de taquilla.

## Argument
Carmen Torres (Isabel Pantoja) i Jorge Olmedo (José Coronado) són un matrimoni famós i acomodat. Cançonetista ella i actor ell, són reconeguts i triomfen en les seves respectives professions. Tots dos han protagonitzat junts una pel·lícula titulada Yo soy ésa, a l'estrena de la qual acudeixen, ambientada en els anys 1940. No obstant això, aquesta aparent felicitat que desprèn el matrimoni és sol una façana a causa de l'addicció al joc i les drogues de Jorge. Segons transcorre la pel·lícula que contemplen, van rememorant la seva pròpia història.

## Repartiment
- Isabel Pantoja... Ana Montes / Carmen Torres
- José Coronado	... Jorge Olmedo / Ramón
- Loles León...	Trini
- Alberto Alonso ...	Rafael Suárez / Juan Jiménez
- Elisa Matilla...	Amparo Jara
- Aurora Redondo...	Àvia d'Ana
- Luis Barbero...	Avi d'Ana
- Carmen Bernardos	...	Mare d'Antonio
- Matías Prats Cañete... Ell mateix

## Reconeixements
V Premis Goya
| Categoria              | Persona                                                  | Resultat |
| ---------------------- | -------------------------------------------------------- | -------- |
| Millor vestuari        | José María García Montes María Luisa Zabala Lina Montero | Nominat  |
| Millor actor secundari | Juan Pedro Hernández Leonardo Straface                   | Nominat  |